# Technopole de l'Aube en Champagne
 (septembre 2015).
Le Technopôle de l'Aube en Champagne est une technopole fondée en 1998 sur les communes de Rosières-près-Troyes et Troyes, en Champagne-Ardenne.
La proximité de l'Université de technologie de Troyes lui permet de mettre en place des partenariats de recherche.

## Historique
La technopole est créée à Troyes en 1998 sous l’impulsion du Conseil Général de l’Aube. La Technopole de l’Aube en Champagne a pour objectif de promouvoir l’ingénierie de l’innovation.
Une cinquantaine d'entreprises sont installées à la technopole, représentant plus de 400 emplois.
Dates clés :
- 1994 : Création de l’Université de Technologie de Troyes sur le parc de la Technopole de l’Aube en Champagne
- 1994-1998 : Aménagement du parc d’activités de la Technopole de l’Aube en Champagne
- 1998 : Inauguration de la pépinière d’entreprises
- 2001 : Inauguration de l’hôtel d’entreprises
- 2004 : Ouverture du premier hôtel de bureaux
- 2007 : Ouverture du second hôtel de bureaux

## Mode de fonctionnement
La Technopole de l’Aube en Champagne contribue au développement d’entreprises et de projets innovants. Au travers des différentes phases de son développement, l'entreprise hébergée peut bénéficier des programmes suivants :
Champagne-Ardenne AngelsLa Technopole de l’Aube en Champagne est à l’origine de la création d’un club de Business Angels régional. Ce club intervient sur des investissements situés entre 50 000 et 500 000 euros par l’apport d’une trentaine de membres particuliers.
Young Entrepreneur Center (YEC)Afin d’assister les jeunes étudiants aubois dans leurs démarches entrepreneuriales, la Technopole de l’Aube en Champagne met à leur disposition un pôle voué au développement de leur idée de projet innovant. Ce pôle permet à chacun d’échanger avec d’autres entrepreneurs, et de bénéficier de conseils avisés afin de monter leur entreprise innovante.
IncubateurL’incubateur de la Technopole de l’Aube en Champagne est un programme mis à disposition des particuliers souhaitant développer un projet d’entreprise innovante.
PépinièreUne fois la structure créée, la nouvelle société est implantée dans la pépinière afin de développer son activité. À ce stade, les entreprises sont autonomes et actives.
Hôtel d'entreprisesL’hôtel d’entreprises de la Technopole de l’Aube en Champagne abrite les entreprises ayant acquis une certaine maturité, et met à leur disposition des locaux afin de continuer le développement de leur activité.
Hôtels de bureauxBâtiment modulable affecté aux activités tertiaires.
Parc d’activités70 hectares au service de l’innovation et des entreprises. Présence de laboratoires, d’universités, d’établissements d’enseignement supérieur, d’entreprises…